# Битва на Сальниці
Би́тва на рі́чці Са́льниці — головна битва в завершальній фазі великого походу руських князів проти половців у березні 1111 року. У цій битві куманське (половецьке) військо було вщент розбито руськими князями на чолі з Великим князем київським Святополком Ізяславичем і князем переяславським Володимиром Мономахом.

## Маршрут походу руського війська
В Іпатіївському літописі детально описано маршрут походу руського війська:
Себто, руське військо рухалося територією нинішньої Полтавської області.

## Напередодні бою
19 березня 1111 року руське військо, очолюване коаліцією князів, уперше увійшло в місто Шарукань — головний центр половецьких кочовищ. Місто здалося без бою, а через день упав і другий великий половецький опорний пункт — Сугров. Половецький хан Шарукан хоча і віддав свої міста, але зберіг армію і її сили. Руські війська після багатоденного переходу і сутичок з невеликими половецькими роз'їздами стомилися.
24 березня половці атакували передові частини русичів біля річки Сальниці. У короткій сутичці руські полки встояли і відкинули ворога.

## Битва
Половці зосередилися в гирлі Сальниці — сюди до них стікалися підкріплення з навколишніх територій. Незабаром до ворожого стану підійшли війська руських князів. Уранці 27 березня два війська стали до битви. Чисельну перевагу мали половці.
Половецький головнокомандувач вирішив оточити ворога з усіх боків і влучними пострілами з луків розладнати його ряди. Однак всупереч звичаям, князі за порадою Володимира самі різко перейшли в наступ. Шарукан змушений був прийняти бій лоб у лоб, його воїни втратили ініціативу.
Степовики запекло атакували піші полки русичів у середині, але полки встояли. У цей час фланги, де стояли князівські дружини, вже розгорталися для завдавання удару. Вирішальну роль зіграли переяславці Володимира Мономаха. Руська кіннота кілька разів розрізала половецький лад і внесла безлад у ряди противника. Половецькі підкріплення, які підійшли до того часу до Шарукані, за свідченням літописців, «злякались» побаченого і повернули в степ. Втрати Шарухана становили біля десяти тисяч воїнів.

## Вбивство полонених половців
У своєму «Поучанні…» Володимир Мономах згадує про страту половецьких воїнів:
«А самих князів бог живими в руки [мені] дав [таких]: Коктуся з сином, Аклана Бурчевича, таревського князя Азгулуя [та] інших витязів молодих п'ятнадцять,— і цих, живих привівши [і] порубавши, повкидав я в ту річку Сальницю. По черзі перебито в той час зо двісті ліпших [мужів]».

## Підсумки
Перемога при Сальниці завершила похід 1111 року. Володимир і Святополк з перемогою повернулися в Русь, навантажені здобиччю, а також звільненими руськими полоненими, яких кочівники викрали в рабство в ході своїх грабіжницьких набігів. Половцям було завдано важкого удару — багато з них покинули степи Донця та Дону і пішли кочувати до берегів Каспію.